# Byron Gay
Byron Sturges Gay (* 28. August 1886 in Chicago; † 22. Dezember 1945 in Tucson) war ein amerikanischer Songwriter.

## Leben und Wirken
Gay studierte von 1907 bis 1909 auf der United States Naval Academy in Annapolis, um dann in Los Angeles in der Musikindustrie zu arbeiten. 1914 schrieb er den Comedy-Song The Little Ford Rambled Right Along, das von vielen Musikern auf der Bühne und auf Tonträger interpretiert wurde. Dann komponierte er die Musik für The Uplifters’ Minstrels (1916), L. Frank Baums Farce für The Uplifters. Ab 1917 lebte er mit seiner Frau in New York, wo er der Sunshine Publishing Company vorstand und Songs für die Revuen The Greenwich Village Follies von 1919 und 1921 verfasste, darunter The Vamp, das 1919 zum Hit wurde. Im selben Jahr schrieb er mit Arnold Johnson einen weiteren Hit, Oh!
Ab dieser Zeit schrieb er u. a. die Songs Fate, Four or Five Times, Just a Little Drink, Sittin’ on a Log (Pettin' My Dog), Rose of Monterey, Toodle-oo So Long Good-Bye und The World Is Mine for I Have You, die u. a. von Count Basie, Sidney Bechet, California Ramblers, Ella Fitzgerald, Benny Goodman, Lionel Hampton, Pee Wee Hunt, Jimmie Noone, Schnuckenack Reinhardt, Rex Stewart, Anson Weeks oder Bob Wills gecovert wurden. Sein Shimmy Vamp bekam in Deutschland durch Eddy Beuth den beziehungsreicheren Titel „Tausend und Eine Nacht“.
Ab 1923 arbeitete Gay wieder von Kalifornien aus. Er kooperierte u. a. mit Richard A. Whiting (Horses, 1924 und Fire, 1926) sowie mit Charles N. Daniels. Auch schrieb er einige Titelsongs für Spielfilme und gründete das Symphonic Dance Orchestra in Los Angeles. Er spielte auch in den Studioorchestern.
Gay begleitete den Polarforscher Richard E. Byrd, den er auf der Militärakademie in Annapolis kennengelernt hatte, bei dessen zweiter Antarktis-Expedition 1933. Er ist auf dem Forest Lawn Memorial Park in Glendale, Kalifornien begraben.